# مايلز ستروم
مايلز ستروم (بالإنجليزية: Miles Straume)‏ هو إحدى شخصيات مسلسل لوست الموسم الرابع، وهو أحد أعضاء فريق ناعومي، وهو صائد أرواح هي شخصية خيالية لعبها كين ليونغ في مسلسل Lost التلفزيوني ABC. تم تقديم مايلز في وقت مبكر من الموسم الرابع كوسيط متهور وساخر كأحد أفراد الطاقم على متن سفينة الشحن التي تسمى كاهانا والتي تقع قبالة الشاطئ في الجزيرة حيث يحدث معظم Lost. يصل مايلز إلى الجزيرة ويأسره في النهاية جون لوك (الذي يلعب دوره تيري أوكوين) ، الذي يشتبه في أن أولئك الذين كانوا على متن سفينة الشحن هناك لإلحاق الضرر بزملائه الناجين من تحطم طائرة أوشيانيك إيرلاينز الرحلة 815 وفضح الجزيرة لعامة الناس . مايلز في مهمة للحصول على بن لينوس (مايكل إيمرسون) ؛ بدلاً من ذلك ، يحاول عقد صفقة مع بن لكي يكذب على صاحب عمل مايلز تشارلز ويدمور (آلان ديل) بأن بن قد مات.
.

## حياته
ولد مايلز في مارس 1977. عندما كان طفلاً ، كان يعيش مع والدته لارا تشانغ (ليزلي إيشي) في إنسينو ، كاليفورنيا. مايلز لا يعرف والده ، فقط أخبرته والدته أنه مات ولم يهتم بهم عندما كان على قيد الحياة ، مما أجبرهم على تركه عندما كان مايلز رضيعًا. يستاء مايلز من والده لأنه لم يكن موجودًا أبدًا ، كما أنه يحتقر الآباء الآخرين الذين يسيئون معاملة أطفالهم. في السابعة من عمره ، اكتشف مايلز أنه يستطيع سماع أفكار المتوفى قبل وفاته. يصبح روحانيًا محترفًا ويطور قدرته حتى يتمكن من الوصول إلى معلومات محددة من المتوفى. في أوائل ديسمبر 2004 ، عندما كان في السابعة والعشرين من عمره ، تم تعيين مايلز مقابل 1.6 مليون دولار من قبل تشارلز ويدمور للذهاب على متن سفينة شحن تسمى كاهانا إلى جزيرة مجهولة لاستعادة قاتل جماعي يدعى بن لينوس ، حيث يعتقد ويدمور أن مايلز سوف أن يكون قادراً على التواصل مع من قتلهم والحصول على معلومات بشأن مكانه. قبل مغادرته ، تم اختطاف مايلز لفترة وجيزة من قبل برام (براد ويليام هينكي) وفريقه. يدعي برام أنه يعرف والد مايلز ومصدر قوته الخارقة ويحذر مايلز من الذهاب في هذه المهمة ، وبدلاً من ذلك يحاول إقناع مايلز بالانضمام إليه